# Cupra Terramar
La Cupra Terramar è un'autovettura di tipo SUV prodotta a partire dalla seconda metà del 2024 dalla casa automobilistica spagnola Cupra.

## Profilo e tecnica

### Contesto e debutto
La Terramar utilizza una versione aggiornata della piattaforma Volkswagen MQB, disponibile nelle versioni mild hybrid e ibrida plug-in, con quest'ultima avente un'autonomia in modalità solo elettrica oltre i 100 km.
Il modello prende il nome dall'omonima città costiera spagnola vicino a Barcellona in cui nel 1923 fu costruito l'autodromo di Sitges-Terramar. Viene costruita insieme alla terza generazione dell'Audi Q3 in Ungheria.